# Addycja rodnikowa
Addycja rodnikowa – reakcja chemiczna (jedna z reakcji rodnikowych), rodzaj addycji, w której uczestniczą wolne rodniki.
Rodniki, pomimo że są elektrycznie obojętne, mają nieparzystą liczbę elektronów walencyjnych i dlatego łatwo wchodzą w reakcje z innymi związkami. Najczęściej, tworzą one wiązania w sposób homogeniczny, czyli taki, w którym każdy substrat wnosi do wiązania po jednym niesparowanym elektronie. Konfiguracja elektronowa, jaką najczęściej przyjmują rodniki, liczy siedem elektronów walencyjnych, przez co jeden z nich pozostaje niesparowany.
Addycja rodnikowa polega na przyłączeniu się rodnika do obojętnej cząsteczki, podczas którego następuje rozerwanie wiązania wielokrotnego. W efekcie tworzy się nowy produkt rodnikowy z jednym niesparowanym elektronem. Przykładem takiej reakcji jest addycja rodnika do dowolnego alkenu: